# Tamba carneotincta
Tamba carneotincta là một loài bướm đêm trong họ Noctuidae.